# Gran Premio di superbike d'Aragona 2023
Il Gran Premio di superbike d'Aragona 2023 è stato la decima prova del mondiale superbike del 2023. Nello stesso fine settimana si sono corsi anche la decima prova del campionato mondiale Supersport e la settima del campionato mondiale Supersport 300. 

## Panoramica delle gare
Gara uno di Superbike va a Michael Ruben Rinaldi che conquista così il quinto successo in carriera; al secondo posto Toprak Razgatlıoğlu, terzo Jonathan Rea autore della pole position. La gara Superpole e gara due vengono vinte dal compagno di squadra di Rinaldiː Álvaro Bautista che recupera in parte i punti persi col ritiro di gara uno. Entrambe le gare del mondiale Supersport vanno a Nicolò Bulega, già autore della pole position, che aumenta il vantaggio in classifica sul suo inseguitore Stefano Manzi, unico altro pilota ancora matematicamente in corsa per il titolo dopo questo Gran Premio. Le due prove della Supersport 300 vanno a due piloti dei Paesi Bassiː Loris Veneman (al primo successo in questa categoria) si impone in gara uno mentre Jeffrey Buis vince gara due rafforzando il primato in classifica con trenta punti di vantaggio sui cinquanta ancora disponibili dopo questo evento.

## Superbike gara 1

### Arrivati al traguardo
| Pos. | Nº | Pilota                | Squadra                   | Motocicletta        | Giri | Tempo     | Griglia | Punti |
| ---- | -- | --------------------- | ------------------------- | ------------------- | ---- | --------- | ------- | ----- |
| 1º   | 21 | Michael Ruben Rinaldi | Aruba.it Racing - Ducati  | Ducati Panigale V4R | 18   | 33'18.957 | 5º      | 25    |
| 2º   | 54 | Toprak Razgatlıoğlu   | Pata Yamaha Prometeon     | Yamaha YZF R1       | 18   | +1.253    | 3º      | 20    |
| 3º   | 65 | Jonathan Rea          | Kawasaki Racing           | Kawasaki ZX-10RR    | 18   | +2.837    | 1º      | 16    |
| 4º   | 55 | Andrea Locatelli      | Pata Yamaha Prometeon     | Yamaha YZF R1       | 18   | +5.902    | 4º      | 13    |
| 5º   | 9  | Danilo Petrucci       | Barni Spark Racing        | Ducati Panigale V4R | 18   | +7.553    | 24º     | 11    |
| 6º   | 5  | Philipp Öttl          | Team GoEleven             | Ducati Panigale V4R | 18   | +14.427   | 8º      | 10    |
| 7º   | 87 | Remy Gardner          | GYTR GRT Yamaha           | Yamaha YZF R1       | 18   | +17.014   | 9º      | 9     |
| 8º   | 31 | Garrett Gerloff       | Bonovo Action BMW         | BMW M1000 RR        | 18   | +17.259   | 10º     | 8     |
| 9º   | 47 | Axel Bassani          | Motocorsa Racing          | Ducati Panigale V4R | 18   | +18.469   | 7º      | 7     |
| 10º  | 7  | Iker Lecuona          | Team HRC                  | Honda CBR1000 RR-R  | 18   | +19.424   | 6º      | 6     |
| 11º  | 45 | Scott Redding         | Rokit BMW Motorrad        | BMW M1000 RR        | 18   | +21.653   | 13º     | 5     |
| 12º  | 97 | Xavi Vierge           | Team HRC                  | Honda CBR1000 RR-R  | 18   | +21.960   | 12º     | 4     |
| 13º  | 60 | Michael van der Mark  | Rokit BMW Motorrad        | BMW M1000 RR        | 18   | +23.690   | 14º     | 3     |
| 14º  | 76 | Loris Baz             | Bonovo Action BMW         | BMW M1000 RR        | 18   | +23.971   | 11º     | 2     |
| 15º  | 77 | Dominique Aegerter    | GYTR GRT Yamaha           | Yamaha YZF R1       | 18   | +24.523   | 16º     | 1     |
| 16º  | 99 | Florian Marino        | Kawasaki Racing           | Kawasaki ZX-10RR    | 18   | +28.279   | 18º     |       |
| 17º  | 34 | Lorenzo Baldassarri   | GMT94 Yamaha              | Yamaha YZF R1       | 18   | +37.369   | 15º     |       |
| 18º  | 28 | Bradley Ray           | Yamaha Motoxracing        | Yamaha YZF R1       | 18   | +38.489   | 17º     |       |
| 19º  | 35 | Hafizh Syahrin        | Petronas MIE Racing Honda | Honda CBR1000 RR-R  | 18   | +46.123   | 20º     |       |
| 20º  | 32 | Isaac Viñales         | TPR Team Pedercini Racing | Kawasaki ZX-10RR    | 18   | +46.478   | 21º     |       |
| 21º  | 16 | Gabriele Ruiu         | Bmax Racing               | BMW M1000 RR        | 18   | +1'06.672 | 25º     |       |
| 22º  | 52 | Oliver König          | Orelac Racing Movisio     | Kawasaki ZX-10RR    | 18   | +1'08.463 | 23º     |       |

### Ritirati
| Nº | Pilota          | Squadra                   | Motocicletta        | Giri | Griglia |
| -- | --------------- | ------------------------- | ------------------- | ---- | ------- |
| 1  | Álvaro Bautista | Aruba.it Racing - Ducati  | Ducati Panigale V4R | 17   | 2º      |
| 51 | Eric Granado    | Petronas MIE Racing Honda | Honda CBR1000 RR-R  | 15   | 22º     |
| 53 | Esteve Rabat    | Kawasaki Puccetti Racing  | Kawasaki ZX-10RR    | 10   | 19º     |

## Superbike gara superpole

### Arrivati al traguardo
| Pos. | Nº | Pilota                | Squadra                   | Motocicletta        | Giri | Tempo     | Griglia | Punti |
| ---- | -- | --------------------- | ------------------------- | ------------------- | ---- | --------- | ------- | ----- |
| 1º   | 1  | Álvaro Bautista       | Aruba.it Racing - Ducati  | Ducati Panigale V4R | 10   | 18'18.964 | 2º      | 12    |
| 2º   | 65 | Jonathan Rea          | Kawasaki Racing           | Kawasaki ZX-10RR    | 10   | +0.179    | 1º      | 9     |
| 3º   | 54 | Toprak Razgatlıoğlu   | Pata Yamaha Prometeon     | Yamaha YZF R1       | 10   | +0.475    | 3º      | 7     |
| 4º   | 55 | Andrea Locatelli      | Pata Yamaha Prometeon     | Yamaha YZF R1       | 10   | +5.013    | 4º      | 6     |
| 5º   | 21 | Michael Ruben Rinaldi | Aruba.it Racing - Ducati  | Ducati Panigale V4R | 10   | +6.013    | 5º      | 5     |
| 6º   | 7  | Iker Lecuona          | Team HRC                  | Honda CBR1000 RR-R  | 10   | +7.024    | 6º      | 4     |
| 7º   | 97 | Xavi Vierge           | Team HRC                  | Honda CBR1000 RR-R  | 10   | +8.592    | 12º     | 3     |
| 6º   | 5  | Philipp Öttl          | Team GoEleven             | Ducati Panigale V4R | 10   | +9.384    | 8º      | 2     |
| 9º   | 31 | Garrett Gerloff       | Bonovo Action BMW         | BMW M1000 RR        | 10   | +9.740    | 10º     | 1     |
| 10º  | 87 | Remy Gardner          | GYTR GRT Yamaha           | Yamaha YZF R1       | 10   | +10.103   | 9º      |       |
| 11º  | 45 | Scott Redding         | Rokit BMW Motorrad        | BMW M1000 RR        | 10   | +10.279   | 13º     |       |
| 12º  | 9  | Danilo Petrucci       | Barni Spark Racing        | Ducati Panigale V4R | 10   | +10.405   | 25º     |       |
| 13º  | 60 | Michael van der Mark  | Rokit BMW Motorrad        | BMW M1000 RR        | 10   | +15.185   | 14º     |       |
| 14º  | 77 | Dominique Aegerter    | GYTR GRT Yamaha           | Yamaha YZF R1       | 10   | +15.300   | 16º     |       |
| 15º  | 47 | Axel Bassani          | Motocorsa Racing          | Ducati Panigale V4R | 10   | +15.699   | 7º      |       |
| 16º  | 99 | Florian Marino        | Kawasaki Racing           | Kawasaki ZX-10RR    | 10   | +20.947   | 18º     |       |
| 17º  | 53 | Esteve Rabat          | Kawasaki Puccetti Racing  | Kawasaki ZX-10RR    | 10   | +23.827   | 19º     |       |
| 18º  | 28 | Bradley Ray           | Yamaha Motoxracing        | Yamaha YZF R1       | 10   | +27.934   | 17º     |       |
| 19º  | 35 | Hafizh Syahrin        | Petronas MIE Racing Honda | Honda CBR1000 RR-R  | 10   | +28.005   | 20º     |       |
| 20º  | 32 | Isaac Viñales         | TPR Team Pedercini Racing | Kawasaki ZX-10RR    | 10   | +29.003   | 21º     |       |
| 21º  | 34 | Lorenzo Baldassarri   | GMT94 Yamaha              | Yamaha YZF R1       | 10   | +34.311   | 15º     |       |
| 22º  | 52 | Oliver König          | Orelac Racing Movisio     | Kawasaki ZX-10RR    | 10   | +42.997   | 24º     |       |

### Ritirati
| Nº | Pilota        | Squadra                   | Motocicletta       | Giri | Griglia |
| -- | ------------- | ------------------------- | ------------------ | ---- | ------- |
| 51 | Eric Granado  | Petronas MIE Racing Honda | Honda CBR1000 RR-R | 7    | 22º     |
| 16 | Gabriele Ruiu | Bmax Racing               | BMW M1000 RR       | 2    | 23º     |
| 76 | Loris Baz     | Bonovo Action BMW         | BMW M1000 RR       | 0    | 11º     |

## Superbike gara 2

### Arrivati al traguardo
| Pos. | Nº | Pilota                | Squadra                   | Motocicletta        | Giri | Tempo     | Griglia | Punti |
| ---- | -- | --------------------- | ------------------------- | ------------------- | ---- | --------- | ------- | ----- |
| 1º   | 1  | Álvaro Bautista       | Aruba.it Racing - Ducati  | Ducati Panigale V4R | 18   | 33'20.785 | 1º      | 25    |
| 2º   | 54 | Toprak Razgatlıoğlu   | Pata Yamaha Prometeon     | Yamaha YZF R1       | 18   | +4.064    | 3º      | 20    |
| 3º   | 21 | Michael Ruben Rinaldi | Aruba.it Racing - Ducati  | Ducati Panigale V4R | 18   | +7.109    | 5º      | 16    |
| 4º   | 65 | Jonathan Rea          | Kawasaki Racing           | Kawasaki ZX-10RR    | 18   | +14.007   | 2º      | 13    |
| 5º   | 47 | Axel Bassani          | Motocorsa Racing          | Ducati Panigale V4R | 18   | +15.270   | 10º     | 11    |
| 6º   | 7  | Iker Lecuona          | Team HRC                  | Honda CBR1000 RR-R  | 18   | +17.104   | 6º      | 10    |
| 7º   | 5  | Philipp Öttl          | Team GoEleven             | Ducati Panigale V4R | 18   | +18.152   | 8º      | 9     |
| 8º   | 97 | Xavi Vierge           | Team HRC                  | Honda CBR1000 RR-R  | 18   | +18.574   | 7º      | 8     |
| 9º   | 87 | Remy Gardner          | GYTR GRT Yamaha           | Yamaha YZF R1       | 18   | +19.940   | 11º     | 7     |
| 10º  | 31 | Garrett Gerloff       | Bonovo Action BMW         | BMW M1000 RR        | 18   | +22.509   | 9º      | 6     |
| 11º  | 60 | Michael van der Mark  | Rokit BMW Motorrad        | BMW M1000 RR        | 18   | +23.129   | 14º     | 5     |
| 12º  | 77 | Dominique Aegerter    | GYTR GRT Yamaha           | Yamaha YZF R1       | 18   | +27.041   | 16º     | 4     |
| 13º  | 76 | Loris Baz             | Bonovo Action BMW         | BMW M1000 RR        | 18   | +27.818   | 12º     | 3     |
| 14º  | 45 | Scott Redding         | Rokit BMW Motorrad        | BMW M1000 RR        | 18   | +32.000   | 13º     | 2     |
| 15º  | 99 | Florian Marino        | Kawasaki Racing           | Kawasaki ZX-10RR    | 18   | +34.509   | 18º     | 1     |
| 16º  | 34 | Lorenzo Baldassarri   | GMT94 Yamaha              | Yamaha YZF R1       | 18   | +34.821   | 15º     |       |
| 17º  | 28 | Bradley Ray           | Yamaha Motoxracing        | Yamaha YZF R1       | 18   | +36.678   | 17º     |       |
| 18º  | 53 | Esteve Rabat          | Kawasaki Puccetti Racing  | Kawasaki ZX-10RR    | 18   | +42.804   | 19º     |       |
| 19º  | 51 | Eric Granado          | Petronas MIE Racing Honda | Honda CBR1000 RR-R  | 18   | +51.427   | 22º     |       |
| 20º  | 32 | Isaac Viñales         | TPR Team Pedercini Racing | Kawasaki ZX-10RR    | 18   | +51.690   | 21º     |       |
| 21º  | 52 | Oliver König          | Orelac Racing Movisio     | Kawasaki ZX-10RR    | 18   | +1'06.208 | 23º     |       |

### Ritirati
| Nº | Pilota           | Squadra                   | Motocicletta        | Giri | Griglia |
| -- | ---------------- | ------------------------- | ------------------- | ---- | ------- |
| 55 | Andrea Locatelli | Pata Yamaha Prometeon     | Yamaha YZF R1       | 15   | 4º      |
| 9  | Danilo Petrucci  | Barni Spark Racing        | Ducati Panigale V4R | 7    | 24º     |
| 35 | Hafizh Syahrin   | Petronas MIE Racing Honda | Honda CBR1000 RR-R  | 6    | 20º     |
| 16 | Gabriele Ruiu    | Bmax Racing               | BMW M1000 RR        | 5    | 25º     |

## Supersport gara 1

### Arrivati al traguardo
| Pos. | Nº | Pilota              | Squadra                   | Motocicletta                 | Giri | Tempo     | Griglia | Punti |
| ---- | -- | ------------------- | ------------------------- | ---------------------------- | ---- | --------- | ------- | ----- |
| 1º   | 11 | Nicolò Bulega       | Aruba.it Racing           | Ducati Panigale V2           | 15   | 28'41.508 | 1º      | 25    |
| 2º   | 23 | Marcel Schrötter    | MV Agusta Reparto Corse   | MV Agusta F3 800 RR          | 15   | +3.581    | 7º      | 20    |
| 3º   | 55 | Yari Montella       | Barni Spark Racing        | Ducati Panigale V2           | 15   | +4.106    | 2º      | 16    |
| 4º   | 64 | Federico Caricasulo | Althea Racing             | Ducati Panigale V2           | 15   | +4.306    | 3º      | 13    |
| 5º   | 3  | Raffaele De Rosa    | Orelac Racing Verdnatura  | Ducati Panigale V2           | 15   | +5.830    | 5º      | 11    |
| 6º   | 54 | Bahattin Sofuoğlu   | MV Agusta Reparto Corse   | MV Agusta F3 800 RR          | 15   | +6.763    | 10º     | 10    |
| 7º   | 9  | Jorge Navarro       | Ten Kate Racing Yamaha    | Yamaha YZF R6                | 15   | +10.718   | 8º      | 9     |
| 8º   | 28 | Glenn van Straalen  | EAB Racing                | Yamaha YZF R6                | 15   | +10.750   | 9º      | 8     |
| 9º   | 66 | Niki Tuuli          | PTR Triumph               | Triumph Street Triple RS 765 | 15   | +10.786   | 12º     | 7     |
| 10º  | 94 | Valentin Debise     | GMT94 Yamaha              | Yamaha YZF R6                | 15   | +11.751   | 14º     | 6     |
| 11º  | 62 | Stefano Manzi       | Ten Kate Racing Yamaha    | Yamaha YZF R6                | 15   | +12.050   | 4º      | 5     |
| 12º  | 72 | Yeray Ruiz          | MDR Offitec Yamaha        | Yamaha YZF R6                | 15   | +22.001   | 17º     | 4     |
| 13º  | 27 | Álvaro Díaz         | Arco Yart Yamaha          | Yamaha YZF R6                | 15   | +22.045   | 16º     | 3     |
| 14º  | 29 | Nicholas Spinelli   | VFT Racing WEBIKE Yamaha  | Yamaha YZF R6                | 15   | +22.571   | 11º     | 2     |
| 15º  | 50 | Ondřej Vostatek     | PTR Triumph               | Triumph Street Triple RS 765 | 15   | +26.792   | 24º     | 1     |
| 16º  | 48 | Lorenzo Dalla Porta | Evan Bros. Yamaha         | Yamaha YZF R6                | 15   | +28.460   | 21º     |       |
| 17º  | 61 | Can Öncü            | Kawasaki Puccetti Racing  | Kawasaki ZX-6R               | 15   | +31.109   | 20º     |       |
| 18º  | 71 | Tom Edwards         | Yart-Yamaha               | Yamaha YZF R6                | 15   | +31.166   | 18º     |       |
| 19º  | 51 | Anupab Sarmoon      | Yamaha Thailand Racing    | Yamaha YZF R6                | 15   | +33.293   | 25º     |       |
| 20º  | 22 | Federico Fuligni    | Orelac Racing Verdnatura  | Ducati Panigale V2           | 15   | +36.050   | 23º     |       |
| 21º  | 73 | Maximilian Kofler   | D34G Racing               | Ducati Panigale V2           | 15   | +43.431   | 22º     |       |
| 22º  | 68 | Luke Power          | Motozoo ME Air Racing     | Kawasaki ZX-6R               | 15   | +45.466   | 26º     |       |
| 23º  | 35 | Leonardo Taccini    | Motozoo ME Air Racing     | Kawasaki ZX-6R               | 15   | +49.340   | 30º     |       |
| 24º  | 16 | Yuta Okaya          | ProDina Kawasaki Racing   | Kawasaki ZX-6R               | 15   | +49.380   | 27º     |       |
| 25º  | 26 | Muhammad Norrodin   | Petronas MIE Racing Honda | Honda CBR600RR               | 15   | +49.451   | 29º     |       |
| 26º  | 95 | Tarran Mackenzie    | Petronas MIE Racing Honda | Honda CBR600RR               | 15   | +50.157   | 28º     |       |

### Ritirati
| Nº | Pilota         | Squadra                     | Motocicletta       | Giri | Griglia |
| -- | -------------- | --------------------------- | ------------------ | ---- | ------- |
| 99 | Adrián Huertas | MTM Kawasaki                | Kawasaki ZX-6R     | 9    | 6º      |
| 41 | Héctor Garzó   | Yamaha Thailand Racing Team | Yamaha YZF R6      | 8    | 15º     |
| 69 | Tom Booth-Amos | Motozoo ME Air Racing       | Kawasaki ZX-6R     | 6    | 13º     |
| 17 | John McPhee    | D34G Racing                 | Ducati Panigale V2 | 1    | 19º     |

## Supersport gara 2

### Arrivati al traguardo
| Pos. | Nº | Pilota              | Squadra                   | Motocicletta                 | Giri | Tempo      | Griglia | Punti |
| ---- | -- | ------------------- | ------------------------- | ---------------------------- | ---- | ---------- | ------- | ----- |
| 1º   | 11 | Nicolò Bulega       | Aruba.it Racing           | Ducati Panigale V2           | 14   | 27'12.887  | 1º      | 25    |
| 2º   | 62 | Stefano Manzi       | Ten Kate Racing Yamaha    | Yamaha YZF R6                | 14   | +2.160     | 5º      | 20    |
| 3º   | 64 | Federico Caricasulo | Althea Racing             | Ducati Panigale V2           | 14   | +2.913     | 3º      | 16    |
| 4º   | 54 | Bahattin Sofuoğlu   | MV Agusta Reparto Corse   | MV Agusta F3 800 RR          | 14   | +3.906     | 10º     | 13    |
| 5º   | 23 | Marcel Schrötter    | MV Agusta Reparto Corse   | MV Agusta F3 800 RR          | 14   | +4.378     | 4º      | 11    |
| 6º   | 9  | Jorge Navarro       | Ten Kate Racing Yamaha    | Yamaha YZF R6                | 14   | +7.688     | 8º      | 10    |
| 7º   | 94 | Valentin Debise     | GMT94 Yamaha              | Yamaha YZF R6                | 14   | +1 settore | 14º     | 9     |
| 8º   | 55 | Yari Montella       | Barni Spark Racing        | Ducati Panigale V2           | 14   | +1 settore | 2º      | 8     |
| 9º   | 3  | Raffaele De Rosa    | Orelac Racing Verdnatura  | Ducati Panigale V2           | 14   | +1 settore | 5º      | 7     |
| 10º  | 29 | Nicholas Spinelli   | VFT Racing WEBIKE Yamaha  | Yamaha YZF R6                | 14   | +1 settore | 11º     | 6     |
| 11º  | 69 | Tom Booth-Amos      | Motozoo ME Air Racing     | Kawasaki ZX-6R               | 14   | +1 settore | 13º     | 5     |
| 12º  | 50 | Ondřej Vostatek     | PTR Triumph               | Triumph Street Triple RS 765 | 14   | +1 settore | 23º     | 4     |
| 13º  | 17 | John McPhee         | D34G Racing               | Ducati Panigale V2           | 14   | +1 settore | 18º     | 3     |
| 14º  | 71 | Tom Edwards         | Yart-Yamaha               | Yamaha YZF R6                | 14   | +1 settore | 17º     | 2     |
| 15º  | 72 | Yeray Ruiz          | MDR Offitec Yamaha        | Yamaha YZF R6                | 14   | +1 settore | 16º     | 1     |
| 16º  | 27 | Álvaro Díaz         | Arco Yart Yamaha          | Yamaha YZF R6                | 14   | +2 settori | 15º     |       |
| 17º  | 61 | Can Öncü            | Kawasaki Puccetti Racing  | Kawasaki ZX-6R               | 14   | +2 settori | 19º     |       |
| 18º  | 51 | Anupab Sarmoon      | Yamaha Thailand Racing    | Yamaha YZF R6                | 14   | +2 settori | 24º     |       |
| 19º  | 22 | Federico Fuligni    | Orelac Racing Verdnatura  | Ducati Panigale V2           | 14   | +2 settori | 22º     |       |
| 20º  | 73 | Maximilian Kofler   | D34G Racing               | Ducati Panigale V2           | 14   | +2 settori | 21º     |       |
| 21º  | 68 | Luke Power          | Motozoo ME Air Racing     | Kawasaki ZX-6R               | 14   | +2 settori | 25º     |       |
| 22º  | 95 | Tarran Mackenzie    | Petronas MIE Racing Honda | Honda CBR600RR               | 14   | +2 settori | 27º     |       |
| 23º  | 26 | Muhammad Norrodin   | Petronas MIE Racing Honda | Honda CBR600RR               | 13   | +1 giro    | 28º     |       |
| 24º  | 16 | Yuta Okaya          | ProDina Kawasaki Racing   | Kawasaki ZX-6R               | 13   | +1 giro    | 26º     |       |
| 23º  | 35 | Leonardo Taccini    | Motozoo ME Air Racing     | Kawasaki ZX-6R               | 13   | +1 giro    | 29º     |       |

### Ritirati
| Nº | Pilota              | Squadra           | Motocicletta                 | Giri | Griglia |
| -- | ------------------- | ----------------- | ---------------------------- | ---- | ------- |
| 66 | Niki Tuuli          | PTR Triumph       | Triumph Street Triple RS 765 | 14   | 12º     |
| 48 | Lorenzo Dalla Porta | Evan Bros. Yamaha | Yamaha YZF R6                | 12   | 20º     |
| 99 | Adrián Huertas      | MTM Kawasaki      | Kawasaki ZX-6R               | 10   | 7º      |
| 28 | Glenn van Straalen  | EAB Racing        | Yamaha YZF R6                | 0    | 9º      |

### Non partito
| Nº | Pilota       | Squadra                     | Motocicletta  |
| -- | ------------ | --------------------------- | ------------- |
| 41 | Héctor Garzó | Yamaha Thailand Racing Team | Yamaha YZF R6 |

## Supersport 300 gara 1
Gara uno è stata interrotta dopo tre giri a causa di una bandiera rossa, alla ripresa i piloti si sono schierati in griglia di partenza in base all'ordine d'arrivo nella prima parte di gara.

### Arrivati al traguardo
| Pos. | Nº | Pilota                | Squadra                               | Motocicletta       | Giri | Tempo     | Griglia | Punti |
| ---- | -- | --------------------- | ------------------------------------- | ------------------ | ---- | --------- | ------- | ----- |
| 1º   | 7  | Loris Veneman         | MTM Kawasaki                          | Kawasaki Ninja 400 | 5    | 10'42.623 | 8º      | 25    |
| 2º   | 6  | Jeffrey Buis          | MTM Kawasaki                          | Kawasaki Ninja 400 | 5    | +0.033    | 7º      | 20    |
| 3º   | 88 | Daniel Mogeda         | Kawasaki GP Project                   | Kawasaki Ninja 400 | 5    | +0.049    | 12º     | 16    |
| 4º   | 73 | José Pérez González   | Accolade Smrž Racing BGR              | Kawasaki Ninja 400 | 5    | +0.787    | 2º      | 13    |
| 5º   | 17 | Ruben Bijman          | Arco Motor University                 | Yamaha YZF-R3      | 5    | +0.850    | 10º     | 11    |
| 6º   | 77 | José Osuna Sáez       | Deza-Box 77 Racing                    | Kawasaki Ninja 400 | 5    | +0.909    | 3º      | 10    |
| 7º   | 48 | Julio García          | Flembbo-Pl Performances               | Kawasaki Ninja 400 | 5    | +1.006    | 4º      | 9     |
| 8º   | 93 | Marco Gaggi           | BrCorse                               | Yamaha YZF-R3      | 5    | +1.050    | 13º     | 8     |
| 9º   | 55 | Unai Calatayud        | Arco Motor University                 | Yamaha YZF-R3      | 5    | +1.100    | 16º     | 7     |
| 10º  | 47 | Fenton Seabright      | Kawasaki GP Project                   | Kawasaki Ninja 400 | 5    | +1.135    | 9º      | 6     |
| 11º  | 85 | Kevin Sabatucci       | Flembbo-Pl Performances               | Kawasaki Ninja 400 | 5    | +1.275    | 6º      | 5     |
| 12º  | 99 | Galang Hendra Pratama | Sublime Racing by MS Racing           | Yamaha YZF-R3      | 5    | +1.279    | 17º     | 4     |
| 13º  | 91 | Matteo Vannucci       | AG Motorsport Italia Yamaha           | Yamaha YZF-R3      | 5    | +1.327    | 5º      | 3     |
| 14º  | 96 | Marc Vich             | Arco Motor University                 | Yamaha YZF-R3      | 5    | +1.420    | 21º     | 2     |
| 15º  | 69 | Troy Alberto          | Fusport-RT Motorsport by SKM-Kawasaki | Kawasaki Ninja 400 | 5    | +2.010    | 28º     | 1     |
| 16º  | 51 | Juan Urióstegui       | Sublime Racing by MS Racing           | Yamaha YZF-R3      | 5    | +2.522    | 19º     |       |
| 17º  | 12 | Humberto Maier        | Yamaha MS Racing/AD78 Latin America   | Yamaha YZF-R3      | 5    | +2.600    | 15º     |       |
| 18º  | 13 | Devis Bergamini       | ProGP Racing                          | Yamaha YZF-R3      | 5    | +4.522    | 26º     |       |
| 19º  | 26 | Mirko Gennai          | BrCorse                               | Yamaha YZF-R3      | 5    | +7.091    | 11º     |       |
| 20º  | 19 | Alessandro Zanca      | Team#109 Kawasaki                     | Kawasaki Ninja 400 | 5    | +10.051   | 18º     |       |
| 21º  | 81 | Ioannis Peristeras    | ProGP Racing                          | Yamaha YZF-R3      | 5    | +10.554   | 23º     |       |
| 22º  | 41 | Raffaele Tragni       | AG Motorsport Italia Yamaha           | Yamaha YZF-R3      | 5    | +10.575   | 22º     |       |
| 23º  | 25 | Mattia Martella       | ProDina Kawasaki Racing               | Kawasaki Ninja 400 | 5    | +15.626   | 24º     |       |
| 24º  | 27 | Christopher Clark     | Accolade Smrž Racing BGR              | Kawasaki Ninja 400 | 5    | +23.901   | 25º     |       |
| 25º  | 11 | Astrid Madrigal       | Team#109 Kawasaki                     | Kawasaki Ninja 400 | 5    | +26.953   | 27º     |       |
| 26º  | 60 | Dirk Geiger           | Freudenberg KTM-Paligo Racing         | KTM RC 390 R       | 5    | +45.278   | 1º      |       |

### Ritirati
| Nº | Pilota         | Squadra                               | Motocicletta       | Giri | Griglia |
| -- | -------------- | ------------------------------------- | ------------------ | ---- | ------- |
| 53 | Petr Svoboda   | Fusport-RT Motorsport by SKM-Kawasaki | Kawasaki Ninja 400 | 3    | 14º     |
| 22 | Marc García    | China Racing                          | Kove 321RR         | 3    | 20º     |
| 23 | Samuel Di Sora | ProDina Kawasaki Racing               | Kawasaki Ninja 400 | 0    |         |
| 28 | Lennox Lehmann | Freudenberg KTM-Paligo Racing         | KTM RC 390 R       | 0    |         |
| 44 | Antonio Torres | Deza-Box 77 Racing                    | Kawasaki Ninja 400 | 0    |         |

## Supersport 300 gara 2

### Arrivati al traguardo
| Pos. | Nº | Pilota                | Squadra                             | Motocicletta       | Giri | Tempo     | Griglia | Punti |
| ---- | -- | --------------------- | ----------------------------------- | ------------------ | ---- | --------- | ------- | ----- |
| 1º   | 6  | Jeffrey Buis          | MTM Kawasaki                        | Kawasaki Ninja 400 | 12   | 25'40.325 | 3º      | 25    |
| 2º   | 91 | Matteo Vannucci       | AG Motorsport Italia Yamaha         | Yamaha YZF-R3      | 12   | +0.021    | 1º      | 20    |
| 3º   | 93 | Marco Gaggi           | BrCorse                             | Yamaha YZF-R3      | 12   | +0.097    | 18º     | 16    |
| 4º   | 26 | Mirko Gennai          | BrCorse                             | Yamaha YZF-R3      | 12   | +0.268    | 24º     | 13    |
| 5º   | 60 | Dirk Geiger           | Freudenberg KTM-Paligo Racing       | KTM RC 390 R       | 12   | +0.468    | 2º      | 11    |
| 6º   | 7  | Loris Veneman         | MTM Kawasaki                        | Kawasaki Ninja 400 | 12   | +0.471    | 16º     | 10    |
| 7º   | 88 | Daniel Mogeda         | Kawasaki GP Project                 | Kawasaki Ninja 400 | 12   | +0.567    | 12º     | 9     |
| 8º   | 13 | Devis Bergamini       | ProGP Racing                        | Yamaha YZF-R3      | 12   | +0.775    | 7º      | 8     |
| 9º   | 73 | José Pérez González   | Accolade Smrž Racing BGR            | Kawasaki Ninja 400 | 12   | +0.800    | 5º      | 7     |
| 10º  | 47 | Fenton Seabright      | Kawasaki GP Project                 | Kawasaki Ninja 400 | 12   | +0.860    | 10º     | 6     |
| 11º  | 85 | Kevin Sabatucci       | Flembbo-Pl Performances             | Kawasaki Ninja 400 | 12   | +0.975    | 4º      | 5     |
| 12º  | 77 | José Osuna Sáez       | Deza-Box 77 Racing                  | Kawasaki Ninja 400 | 12   | +3.247    | 8º      | 4     |
| 13º  | 48 | Julio García          | Flembbo-Pl Performances             | Kawasaki Ninja 400 | 12   | +4.033    | 6º      | 3     |
| 14º  | 55 | Unai Calatayud        | Arco Motor University               | Yamaha YZF-R3      | 12   | +4.045    | 9º      | 2     |
| 15º  | 99 | Galang Hendra Pratama | Sublime Racing by MS Racing         | Yamaha YZF-R3      | 12   | +5.102    | 14º     | 1     |
| 16º  | 12 | Humberto Maier        | Yamaha MS Racing/AD78 Latin America | Yamaha YZF-R3      | 12   | +5.352    | 21º     |       |
| 17º  | 19 | Alessandro Zanca      | Team#109 Kawasaki                   | Kawasaki Ninja 400 | 12   | +18.551   | 15º     |       |
| 18º  | 51 | Juan Urióstegui       | Sublime Racing by MS Racing         | Yamaha YZF-R3      | 12   | +18.698   | 25º     |       |
| 19º  | 25 | Mattia Martella       | ProDina Kawasaki Racing             | Kawasaki Ninja 400 | 12   | +18.869   | 19º     |       |
| 20º  | 44 | Antonio Torres        | Deza-Box 77 Racing                  | Kawasaki Ninja 400 | 12   | +19.336   | 22º     |       |
| 21º  | 81 | Ioannis Peristeras    | ProGP Racing                        | Yamaha YZF-R3      | 12   | +35.750   | 26º     |       |
| 22º  | 41 | Raffaele Tragni       | AG Motorsport Italia Yamaha         | Yamaha YZF-R3      | 12   | +35.945   | 27º     |       |
| 23º  | 11 | Astrid Madrigal       | Team#109 Kawasaki                   | Kawasaki Ninja 400 | 12   | +1'20.260 | 29º     |       |

### Ritirati
| Nº | Pilota            | Squadra                               | Motocicletta       | Giri | Griglia |
| -- | ----------------- | ------------------------------------- | ------------------ | ---- | ------- |
| 17 | Ruben Bijman      | Arco Motor University                 | Yamaha YZF-R3      | 11   | 11º     |
| 53 | Petr Svoboda      | Fusport-RT Motorsport by SKM-Kawasaki | Kawasaki Ninja 400 | 10   | 13º     |
| 96 | Marc Vich         | Arco Motor University                 | Yamaha YZF-R3      | 10   | 20º     |
| 23 | Samuel Di Sora    | ProDina Kawasaki Racing               | Kawasaki Ninja 400 | 8    | 17º     |
| 69 | Troy Alberto      | Fusport-RT Motorsport by SKM-Kawasaki | Kawasaki Ninja 400 | 1    | 23º     |
| 27 | Christopher Clark | Accolade Smrž Racing BGR              | Kawasaki Ninja 400 | 0    | 28º     |